# Radioåret 1933

## Händelser

### Februari
- 24 februari – I Nya Zeeland invigs radiostationen 2YC Wellington.[1]

### Maj
- 31 maj – Som första steg i avskaffandet av reklamen i allmän radio, inför den franska staten en mottagarlicens för den som innehar radioapparat.[2]

### December
- 3 december - I Villa Louvigny i staden Luxemburg i Luxemburg startar reklamradiostationen "Radio Luxembourg" sina sändningar.

## Födda
- 19 november – Larry King, amerikansk radio- och TV-programledare.

### Fotnoter
1. ↑  An Encyclopedia of New Zealand 1966
2. ↑  ”100 ans de radio (in French)”. Arkiverad från originalet den 20 juli 2011. https://web.archive.org/web/20110720220307/http://100ansderadio.free.fr/HistoiredelaRadio/1933.html. Läst 4 mars 2011.